# Chapter Two: The Weirdo on Maple Street
Chapter Two: The Weirdo on Maple Street is de tweede aflevering van de televisieserie Stranger Things. De aflevering werd geschreven en geregisseerd door de broers Matt en Ross Duffer.

## Verhaal
Omdat zijn moeder niet mag weten dat hij 's nachts op zoek is gegaan naar Will, verschuilt Mike het meisje dat hij in het bos gevonden heeft stiekem in zijn kelder, hoewel zijn vriend Lucas vermoedt dat ze ontsnapt is uit een gekkenhuis. Mike komt te weten dat het meisje Eleven heet en besluit haar naam af te korten tot "El". De volgende dag spijbelt Mike en geeft hij Eleven een rondleiding in zijn huis.
Joyce licht Hopper in dat ze Will aan de lijn heeft gehad. Hopper lijkt haar niet meteen te geloven en stelt voor dat ze de hulp inroept van Lonnie, haar ex-man en tevens de vader van haar twee zonen. Het telefoongesprek van Joyce die naar de politie belt om te vertellen dat ze Will aan de lijn heeft gehad, wordt afgeluisterd door dr. Brenner, die daardoor stiekem een onderzoeksteam naar haar huis stuurt. Ze onderzoeken de woning en vinden in het tuinhuis waar Will verdween een kleverige brij. Jonathan, de oudste zoon van Joyce, besluit vervolgens om zelf naar zijn vader Lonnie te rijden. In de auto hoort hij het nummer "Should I Stay or Should I Go" van The Clash, een nummer dat hij ooit aan zijn broertje Will liet horen toen hun ouders ruzie aan het maken waren.
Mike wordt verrast door zijn moeder die plots thuiskomt. Hij verbergt Eleven in de kleerkast en doet alsof hij ziek is. Terwijl Eleven in de kleine, gesloten ruimte zit opgesloten, herinnert ze zich hoe ze door dr. Brenner, die ze "papa" noemt, opgesloten werd in een benauwende isoleercel. Wat later krijgen Mike en Eleven opnieuw bezoek van Lucas en Dustin. De twee willen dat Mike zijn moeder inlicht, maar Mike vreest dat Eleven in gevaar verkeert en wil haar aanwezigheid geheim houden. Wanneer Lucas wegloopt om Mikes moeder te halen, gebruikt Eleven haar psychokinetische krachten om de deur te sluiten en Lucas tegen te houden.
Hopper staakt zijn zoektocht naar Will wanneer hij te horen krijgt dat zijn vriend, restaurantuitbater Benny, gestorven is. Hij wordt met een wapen in de hand teruggevonden, waardoor men vermoedt dat hij zelfmoord heeft gepleegd. Hopper ondervraagt nadien een klant uit het restaurant. De man vertelt dat Benny vlak voor zijn dood een kind, dat eten aan het stelen was, betrapt had in de keuken. Na aandringen van Hopper zegt de man dat het mogelijk de vermiste Will was. Als een gevolg organiseert Hopper een zoekactie in het bos achter Benny's restaurant. Ze vinden een stuk kleding van Eleven aan een ventilatieschacht, maar vermoeden dat het van Will afkomstig is en dat hij door de ventilatieschacht gekropen is.
Eleven vertelt dat ze weet waar Will is. Ze draait een speelbord om en plaatst op de zwarte achterzijde een poppetje dat Will moet voorstellen. Vervolgens plaatst ze het poppetje van de Demogorgon, de prins van de demonen, op het bord, waarmee ze aangeeft dat Will op de hielen wordt gezeten door een monster.
Jonathan Byers besluit zelf op onderzoek te gaan. Hij neemt in het bos waar zijn broertje verdween enkele foto's en hoort dan in de verte gekrijs. Hij rent door het bos en ziet dat het geschreeuw afkomstig is van een groepje leeftijdsgenoten die een zwembadfeestje houden. Onder meer Mikes zus Nancy, voor wie hij iets voelt, en haar vriendin Barbara zijn aanwezig. Jonathan bespiedt hen vanuit de struiken en neemt stiekem foto's.
Zijn moeder Joyce heeft inmiddels een nieuwe telefoon gekocht. Ze wordt opnieuw opgebeld en denkt dat ze Will hoort. Het gesprek wordt net als de vorige keer afgebroken door een elektrische schok die de telefoon verschroeit. Vervolgens springt de radio in Wills kamer aan en hoort ze het nummer "Should I Stay or Should I Go" van The Clash. De verlichting in de kamer begint te flikkeren, waarna het nachtlampje in de kamer kapotspringt. Vervolgens lijkt er een monster uit de muur te kruipen. Joyce krijgt schrik en loopt het huis uit. Ze wil vertrekken, maar maakt zich dan de bedenking dat de luide muziek een signaal van Will is en besluit terug naar binnen te gaan.
Nancy wordt tijdens het zwembadfeestje in het water gegooid. Ze gaat naar binnen om droge kleren te zoeken en begint vervolgens de liefde te bedrijven met Steve, een van de populairste jongens van haar school. Terwijl ze halfnaakt voor het raam van de slaapkamer staat, wordt ze opnieuw gefotografeerd door Jonathan. Barbara blijft alleen achter en zet zich buiten aan de rand van het zwembad. Achter haar duikt er een monster op dat haar aanvalt.

## Rolverdeling
- Winona Ryder – Joyce Byers
- David Harbour – Jim Hopper
- Millie Bobby Brown – 011 / Eleven / El
- Finn Wolfhard – Mike Wheeler
- Gaten Matarazzo – Dustin Henderson
- Caleb McLaughlin – Lucas Sinclair
- Charlie Heaton – Jonathan Byers
- Natalia Dyer – Nancy Wheeler
- Joe Keery – Steve Harrington
- Shannon Purser – Barbara Holland
- Noah Schnapp – Will Byers
- Matthew Modine – Dr. Martin Brenner
- Cara Buono – Karen Wheeler
- Joe Chrest – Ted Wheeler

## Verwijzingen naar popcultuur
De aflevering speelt zich af in 1983 en bevat verschillende verwijzingen naar en hommages aan de popcultuur van de jaren 1970 en 1980.
- Lucas vermoedt dat Eleven uit een gekkenhuis is ontsnapt en dus gevaarlijk is. Dustin maakt vervolgens de vergelijking met Michael Myers, de schurk uit de horrorklassieker Halloween (1978) van regisseur John Carpenter.
- Mike verbergt Eleven in zijn huis en verstopt haar op een gegeven moment in een kleerkast. Dit is een duidelijke verwijzing naar een soortgelijke scène in E.T. the Extra-Terrestrial (1982). In die film verbergt het hoofdpersonage Elliott (Henry Thomas) het buitenaards wezen E.T. in een kast. Bovendien doet Mike net als Elliott alsof hij ziek is wanneer hij betrapt wordt door zijn moeder.
- Jonathan Byers maakt voor zijn broertje Will een mixtape met nummers van The Clash, Joy Division, David Bowie, Television en The Smiths.
- Met haar kort, rood haar en grote bril lijkt Barbara sterk op het personage Stef (Martha Plimpton) in The Goonies (1985).
- Mike legt aan Eleven uit wie Yoda is.
- De scène waarin Eleven op een foto Will herkent, is bijna identiek aan soortgelijke scène uit Witness (1985).
- De titel van de aflevering is een verwijzing naar The Monsters Are Due on Maple Street (1960), een aflevering van de sciencefictionserie The Twilight Zone.
- Het monster dat uit de muur kruipt is een hommage aan een soortgelijke scène uit A Nightmare on Elm Street (1984).
- In de kamer waar Will en Jonathan naar muziek luisteren hangt een poster van The Evil Dead (1981) aan de muur.